# Basilica sulla Santa Montagna

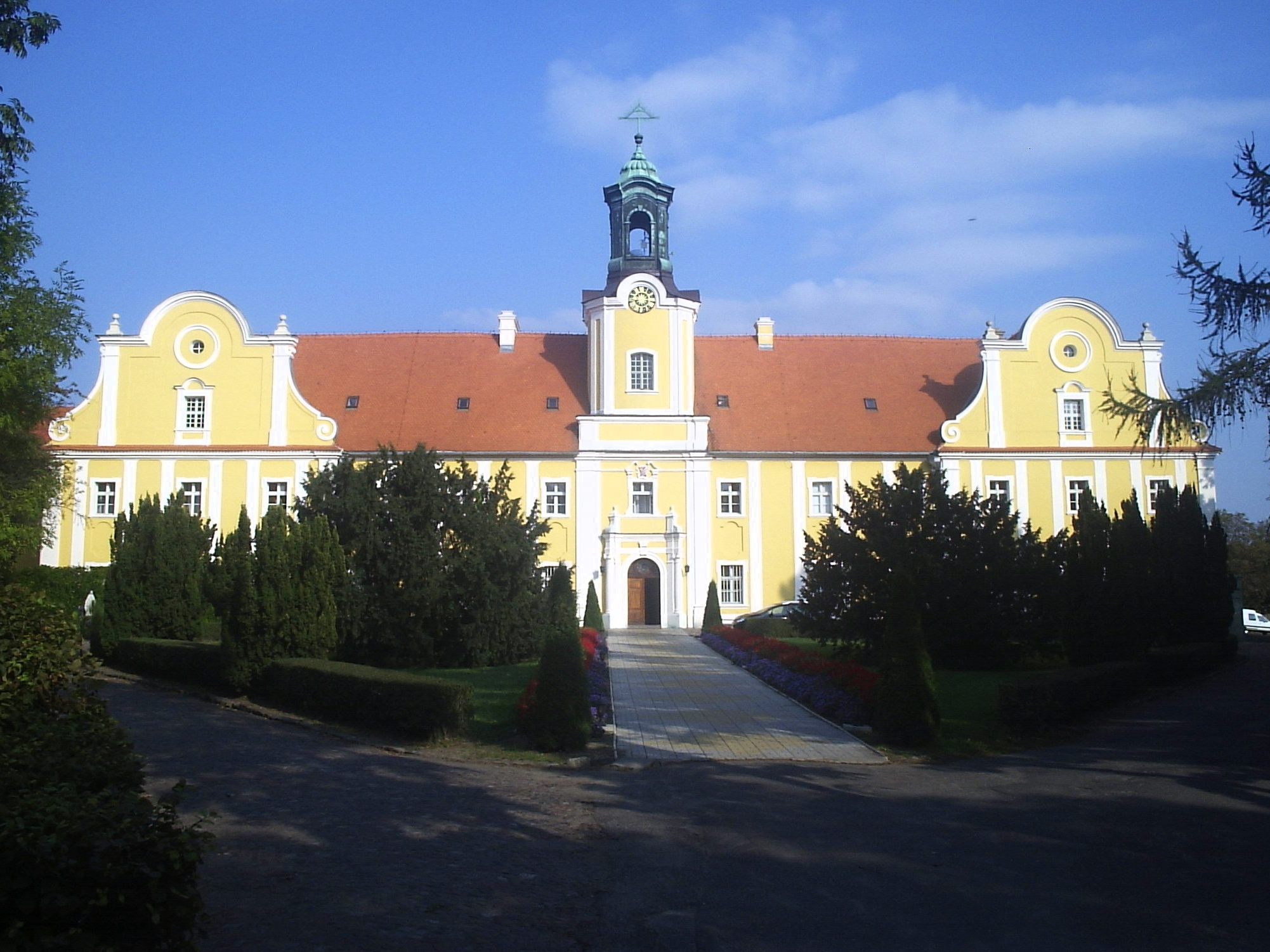
L'edificio del monastero

La basilica dell'Immacolata Concezione e di San Filippo Neri sulla Santa Montagna con l'adiacente monastero filippino è una chiesa barocca costruita sul modello della chiesa di basilica di Santa Maria della Salute di Venezia che sorge in Polonia e precisamente nella località di Głogówko, una frazione del comune rurale di Piaski, non lontano da Gostyń.
La basilica è ubicata sulla sommità di una collina morenica, chiamata la Santa Montagna (Świętą Górą), localizzata a sud-est dell'abitato di Gostyń. Nel 2008 è stata dichiarata monumento storico.

## Storia
La Santa Montagna, dove sorge la basilica, era un luogo di culto già nel Medioevo, forse sotto l'influenza dei benedettini del vicino monastero dalla vicina Lubiń. Nel XV secolo fu costruita qui una cappella di legno, in cui erano collocate la statue della Pietà e un Crocifisso, circondate dal culto. Tra i molti casi di guarigioni considerate miracolose, fu notevole la guarigione dalla paralisi di un certo Krzyżanowski nel 1495.
Il vescovo di Poznań Jan Lubrański, con un decreto del 1512, permise un'ulteriore diffusione del culto mariano e la costruzione di una chiesa. La prima chiesa era in legno con costruzione a graticcio. Nel 1540, un pittore anonimo della Grande Polonia dipinse un dipinto della Madre di Dio con il Bambino che guadagnò rapidamente una reputazione miracolosa e divenne oggetto di numerosi pellegrinaggi. Nel 1668 il magnate Adam Konarzewski invitò alla Santa Montagna i filippini, che ancor oggi vi risiedono.
La chiesa attuale chiesa fu costruita tra 1675 e il 1698. Adam Konarzewski finanziò la costruzione, perché voleva assolvere un voto per la sua guarigione miracolosa durante l'infanzia. Adam Konarzewski tuttavia morì presto, e la costruzione fu continuata dalla vedova di lui, Zofia z Opaliński. La chiesa deve la sua forma attuale al suo viaggio in Italia, durante la quale visitò la chiesa di Santa Maria della Salute a Venezia. Rimasta colpita dalla bellezza di questo tempio, Zofia Konarzewska decise di costruire la sua replica a Gostyń, secondo il progetto dell'architetto veneto Baldassarre Longhena, che aveva progettato anche la basilica veneziana. La costruzione secondo i nuovi progetti iniziò nel 1677. I lavori furono guidati dagli architetti italiani Giorgio e Giovanni Catenazzi. La chiesa fu consacrata nel 1698. Ma i lavori di costruzione furono continuati dalla nipote di Sofia Konarzewska, Veronica z Konarzewskich Mycielską, che commissionò a Pompeo Ferrari in collaborazione con Jan Adam Stier l'aggiunta di una cupola con lanterna portata a termine fra il 1726 e il 1728. L'interno della cupola è decorato da un affresco policromo di Jerzy Wilhelm Neunhertz del 1746. Sempre secondo il progetto di Pompeo Ferrari, gli edifici del monastero furono costruiti fra il 1732 e il 1748. I lavori di finitura durarono fino al 1780.
Durante la costruzione sulla Santa Montagna, la devozione mariana era in costante crescita. Nel 1726, una commissione diocesana speciale emise un decreto secondo cui il dipinto era da considerarsi miracoloso. Nel 1726, a Poznań, fu pubblicata una descrizione dei miracoli con il titolo Zebranie Cudów: Przy obrazie Nayswietszej Bogarodzice Panny przed Gostyniem doznanych. ("Raccolta di Miracoli: occorsi davanti al quadro della Santa Madre di Dio presso Gostyń").
Durante la guerra dei sette anni a Gostyń fu combattuta una battaglia nel 1761 fra i russi e i prussiani, durante la quale la chiesa e il monastero furono risparmiati, ma una palla di cannone incastonata nell'entrata laterale di sinistra ricorda il pericolo al quale scampò l'edificio. La Santa Montagna Góra è anche associato all'epoca delle campagne napoleoniche. Nel 1806, Girolamo Bonaparte, fratello di Napoleone, soggiornò qui, e secondo alcune fonti, ci furono anche piani per rapire Napoleone durante la sua permanenza a Poznań e per sostituirlo con il padre filippino Stefan Błażewski. Waldemar Łysiak sviluppò quest'ipotesi nel suo romanzo storico Szachista.
Nel 1876, la Congregazione dell'Oratorio delle Filippine, come molte altre nell'Impero prussiano, fu sciolta nell'ambito del Kulturkampf e il monastero fu preso in consegna dalla diocesi. I religiosi poterono tornare sulla Santa Montagna solo nel 1919. Nel 1928 l'immagine della Madonna fu incoronata dal cardinale August Hlond.
Nel 1971 la chiesa come santuario dello Rosa Mistica sulla Santa Montagna fu elevata da papa Paolo VI alla dignità di basilica minore. La chiesa è il più grande santuario mariano dell'arcidiocesi di Poznań.

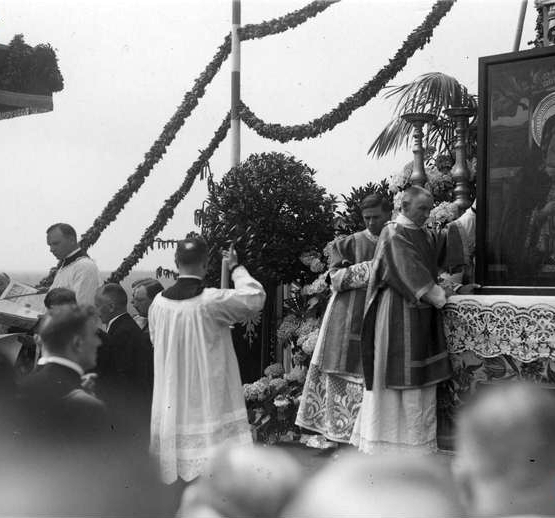
L'effigie della Madre di Dio della chiesa dei padri filippini prima dell'incoronazione
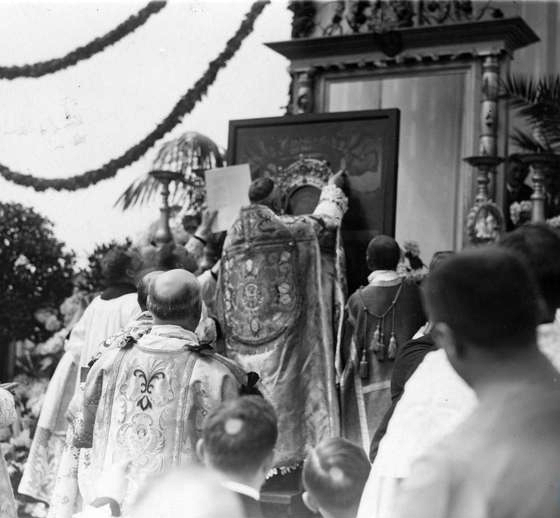
Incoronazione dell'effigie.
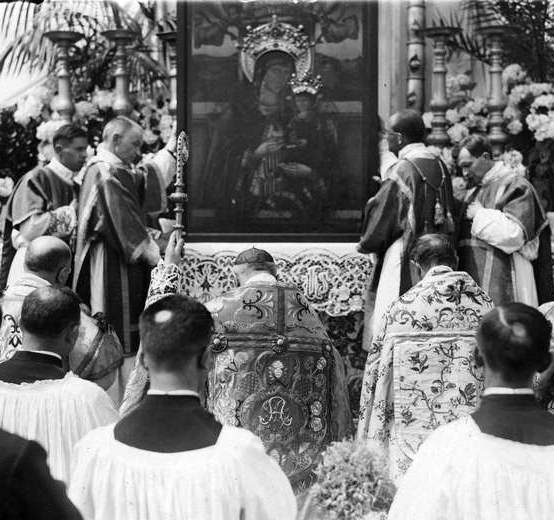
L'effigie della Madre di Dio dopo l'incoronazione

## Architettura e interno della chiesa

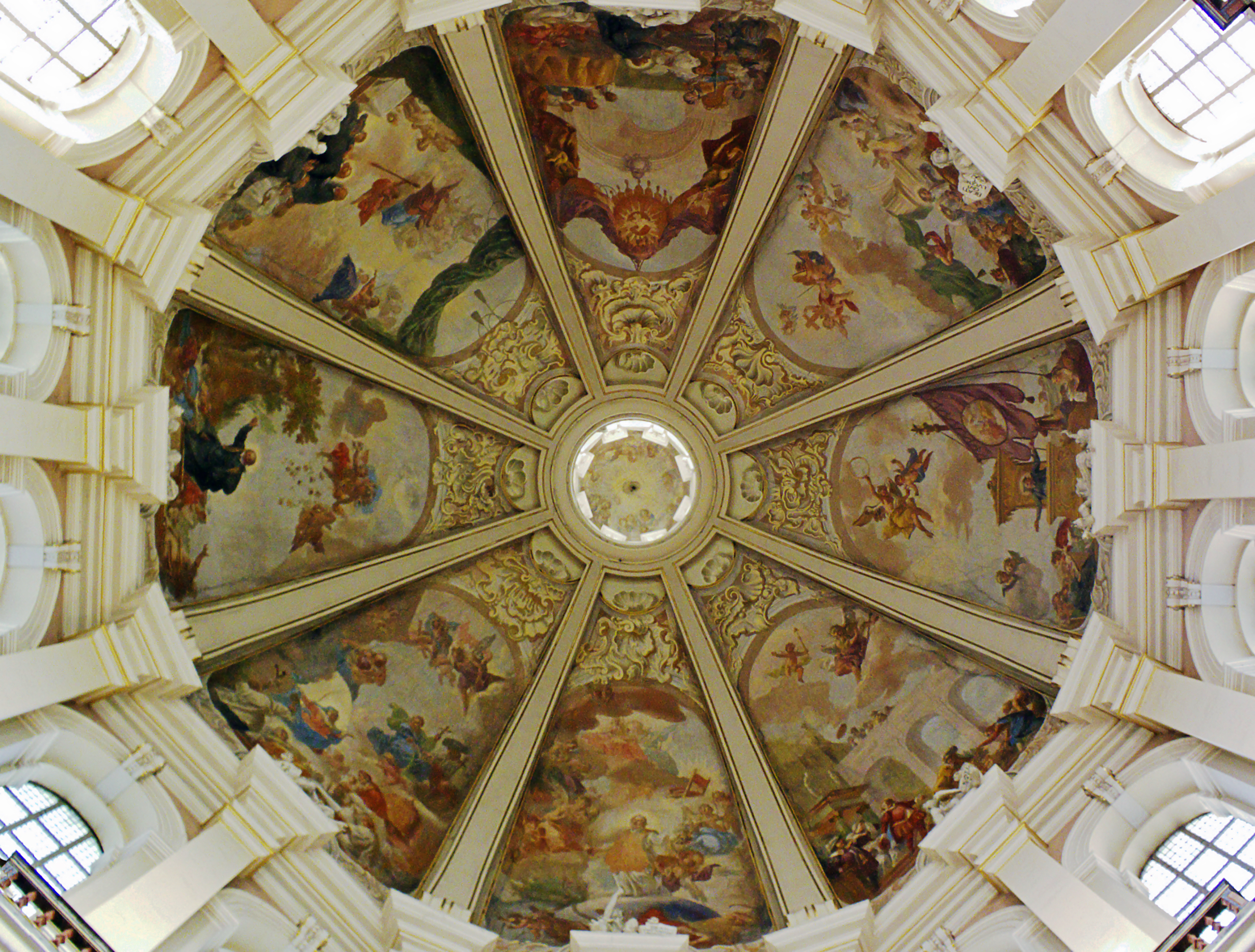
Gli affreschi della cupola

La basilica sulla Santa Montagna ha pianta circolare con una copertura a cupola che è la più grande della Polonia, con i suoi 17 metri di diametro e 50 metri di altezza, sormontata da una lanterna alta dieci metri a sua volta sovrastata da una palla con una croce. All'interno vi è un'aula centrale ottagonale circondata da cappelle. Sulla cupola che copre la navata, gli affreschi policromi di Jerzy Wilhelm Neunhertz presentano scene della vita di San Filippo Neri, fondatore della Congregazione dell'Oratorio. Un organo a canne fu costruito tra il 1766 al 1768 su una tribuna. A sinistra del presbiterio, il pulpito del 1756, sostenuto dalla figura di un negro. Nel presbiterio l'altare maggiore fu costruito tra il 1723 e il 1726 - opera di Ignazio Provisore e di Johann Albrecht Siegwitz di Breslavia. Sull'altare è collocato dipinto miracoloso della Madre di Dio con il Bambino - la Rosa Mistica sulla Santa Montagna, che risale al 1540. L'aula principale è circondata da un ambulacro con sei cappelle. Sotto il tempio ci sono i sepolcri dei fondatori e dei membri defunti della Congregazione, tra cui il Servo di Dio padre Wawrzyńec Kuśniak (1788-1866).
Accanto alla chiesa ci sono gli edifici del monastero con una serra.

## Compagnia degli amanti della musica della Santa Montagna
La basilica è sede della Compagnia degli amanti della musica della Santa Montagna Józef Zeidler. Lo stimolo per la fondazione dell'associazione fu la scoperta di manoscritti di diversi compositori attivi tra il XVIII e il XIX secolo sulla Montagna Santa. Dal 2006, ogni anno a cavallo fra settembre e ottobre, l'Associazione organizza il Festival di musica oratoriana "Musica Sacromontana", dove accanto a opere di famosi compositori di musica sacra e profana dell'epoca barocca e neoclassica vengono presentate opere di compositori legati alla Santa Montagna, come Józef Zeidler e Maksymilian Koperski.